# Three (álbum)
Three é o terceiro álbum de estúdio do girl group britânico Sugababes. Foi lançado pela Island Records no Reino Unido em 27 de outubro de 2003 e teve grande impacto nas paradas e ótimo recebimento da crítica e do público. "Hole in the Head" se tornou o terceiro single número um do grupo no UK Singles Chart.
O álbum vem com três canções, cada uma interpretada por uma integrante, "Whatever Makes You Happy" (Keisha Buchanan), "Sometimes" (Heidi Range) e "Maya" (Mutya Buena) (a canção é uma homenagem a sua irmã que faleceu em 2002).

## Antecedentes
Depois de lançar "Shape", o quarto e último single de seu álbum anterior, o bem sucedido Angels with Dirty Faces (2002), o grupo anunciou que elas voltariam para o estúdio para começar o trabalho em seu próximo álbum, com produtores com quem elas trabalharam no anterior, como Jony Rockstar e Xenomania. Elas foram para os EUA para trabalhar com produtores maiores, como Linda Perry e Diane Warren, que escreveram a balada "Too Lost in You". O grupo também tinha como objetivo lançar o novo álbum nesse país, o que não aconteceu. As garotas co-escreveram e gravaram suas próprias canções em Three'; Keisha escreveu "Whatever Makes You Happy", Heidi "Sometimes" e Mutya "Maya", uma música para sua irmã que morreu inesperadamente. As Sugababes anunciaram mais tarde o single "Hole in the Head" e sua data de lançamento para 13 de outubro. O lançamento no Reino Unido foi uma edição especial com duas faixas extras, "Twisted" e "Buster". Inicialmente, a versão para download digital oferecida pela Woolworths no Reino Unido continha, acidentalmente, uma versão demo anterior de "Whatever Makes You Happy", mas o erro foi rapidamente corrigido.

## Performance comercial
Three alcançou o número três na UK Albums Chart. O primeiro single, "Hole in the Head", foi o terceiro single número um do grupo no Reino Unido e também foi número um na Dinamarca. Chegou a número dois na Irlanda e Noruega, e as quarenta melhores posições na Austrália. O segundo single, "Too Lost in You", alcançou o top dez no Reino Unido e Noruega, e os quarenta melhores na Austrália. O terceiro single, "In the Middle", foi top 10 no Reino Unido e na Irlanda. Um quarto single, "Caught in a Moment", também alcançou o top dez no Reino Unido.
Em 2004, "Hole in the Head" foi executado na rádio dos Estados Unidos e se tornou um hit em rádios pop. Depois do sucesso moderado do single, Three teve lançamento previsto para os EUA com um repertório alterado contendo os singles do álbum anterior do grupo, Angels with Dirty Faces (2002). O lançamento foi cancelado quando o segundo single, "Too Lost in You", não conseguiu fazer qualquer impacto. No Reino Unido, Three foi certificado duas vezes com platina pela British Phonographic Industry. O álbum também recebeu uma certificação de platina pela International Federation of the Phonographic Industry, em reconhecimento pelas vendas de mais de 1 milhão de cópias em todo o continente europeu.

## Recepção da critica
| Críticas profissionais | Críticas profissionais |
| Avaliações da crítica  | Avaliações da crítica  |
| Fonte                  | Avaliação              |
| ---------------------- | ---------------------- |
| Allmusic               | [ 4 ]                  |
| BBC Music              | (positivo)             |
| The Guardian           | [ 6 ]                  |
| Rolling Stone          | [ 7 ]                  |
| Stylus                 | (B+)                   |
| Yahoo! Music           | [ 9 ]                  |

Three recebeu críticas positivas dos críticos, que elogiaram os novos sons experimentais de hip hop no álbum. Alan Braidwood, da BBC, deu a obra uma revisão positiva, afirmando que ele mantém a qualidade de Angels com Dirty Faces e chamando-o de um álbum novo e emocionante. Ross Hoffman, da AllMusic, sentiu o que disco contém "produções novas, mas acessíveis, juntamente com um bom número de grandes baladas com uma faixa estilísticas expandidas".

## Faixas
| N.º            | Título                                               | Compositor(es)                                                                                            | Produtor(es)                                      | Duração |  |
| 1.             | "Hole in the Head"                                   | Brian Higgins Heidi Range Keisha Buchanan Mutya Buena Miranda Cooper Niara Scarlett Nick Coler Tim Powell | Higgins Xenomania Jeremy Wheatley Yoad Nevo       | 3:38    |  |
| 2.             | "Whatever Makes You Happy" (Solo de Keisha Buchanan) | Craig Dodds Gary Cooper Buchanan Pete Martin Stuart Crichton                                              | Craigie Guy Sigsworth Crichton Martin             | 3:15    |  |
| 3.             | "Caught in a Moment"                                 | Jony Lipsey Karen Poole Marius de Vries Buchanan Buena Range                                              | Jony Rockstar                                     | 4:24    |  |
| 4.             | "Situation's Heavy"                                  | Buchanan Buena Range Tim Larcombe Shawn Lee Higgins Cooper Edele Lynch                                    | Higgins Xenomania                                 | 4:10    |  |
| 5.             | "Million Different Ways"                             | Craigie Crichton Felix Howard Guy Sigsworth Buchanan Buena Range                                          | Craigie Sigsworth Crichton                        | 4:29    |  |
| 6.             | "Twisted" (Faixa bônus britânica)                    | Buchanan Buena Range Cooper Higgins Lee Larcombe Lynch                                                    | Xenomania                                         | 3:03    |  |
| 7.             | "We Could Have it All"                               | Craigie Howard Johnny Dollar Buchanan Buena Range                                                         | Craigie Sigsworth                                 | 3:37    |  |
| 8.             | "Conversation's Over"                                | Tom Elmhirst Lipsey Poole Buchanan Buena Range                                                            | Rockstar                                          | 4:06    |  |
| 9.             | "In the Middle"                                      | Cooper Higgins Scarlett Lee Lisa Cowling Buchanan Buena Range Andre Tegler Phil Fuldner Michael Bellina   | Higgins Xenomania Wheatley Moguai Fuldner Bellina | 3:59    |  |
| 10.            | "Too Lost in You"                                    | Diane Warren                                                                                              | Andy Bradfield Rob Dougan Nevo                    | 3:58    |  |
| 11.            | "Nasty Ghetto"                                       | Linda Perry Buchanan Buena Range                                                                          | Perry Wheatley                                    | 4:16    |  |
| 12.            | "Buster" (Faixa bônus britânica)                     | Buchanan Buena Range Cooper Higgins Lee Larcombe Lynch                                                    | Xenomania                                         | 4:22    |  |
| 13.            | "Sometimes" (Solo de Heidi Range)                    | Howard Range Lipsey Buchanan de Vries Buena                                                               | Rockstar                                          | 4:34    |  |
| 14.            | "Maya" (Solo de Mutya Buena)                         | Craigie Sigsworth Buena Range Buchanan                                                                    | Sigsworth Craigie                                 | 4:43    |  |
| Duração total: | Duração total:                                       | Duração total:                                                                                            | Duração total:                                    | 55:15   |  |

## Desempenho nas tabelas musicais

### Paradas semanais
| Chart (2003)                          | Maior posição |
| ------------------------------------- | ------------- |
| Alemanha (Offizielle Deutsche Charts) | 10            |
| Austrália (ARIA)                      | 4             |
| Áustria (Ö3 Austria Top 40)           | 21            |
| Bélgica (Ultratop Flandres)           | 50            |
| Dinamarca (Hitlisten)                 | 39            |
| Finlândia (Suomen virallinen lista)   | 40            |
| França (SNEP)                         | 128           |
| Irlanda (IRMA)                        | 9             |
| Noruega (VG-lista)                    | 22            |
| Nova Zelândia (RMNZ)                  | 45            |
| Países Baixos (Dutch Charts)          | 4             |
| Reino Unido (OCC)                     | 3             |
| Suécia (Sverigetopplistan)            | 54            |
| Suíça (Schweizer Hitparade)           | 9             |

## Vendas e certificações
| Região                                                                                             | Certificação | Vendas     |
| -------------------------------------------------------------------------------------------------- | ------------ | ---------- |
| Alemanha (BVMI)                                                                                    | Ouro         | 100,000^   |
| Reino Unido (BPI)                                                                                  | 2× Platina   | 600,000^   |
| Rússia (NFPF)                                                                                      | Platina      | 10,000*    |
| Suíça (IFPI Suíça)                                                                                 | Ouro         | 20,000^    |
| Resumo                                                                                             |              |            |
| Europa (IFPI)                                                                                      | Platina      | 1,000,000* |
| *números de vendas baseados somente na certificação ^distribuições baseadas apenas na certificação |              |            |